# Zawiłka
Zawiłka – część wsi Bielawy w Polsce, położona w województwie mazowieckim, w powiecie ciechanowskim, w gminie Glinojeck.
W latach 1975–1998 Zawiłka administracyjnie należała do województwa ciechanowskiego.